# Улица Николая Лаврухина
Улица Николая Лаврухина (укр. Вулиця Миколи Лаврухіна) — улица в Деснянском районе города Киева. Пролегает от улицы Оноре де Бальзака до улиц Рональда Рейгана и Радунская, исторически сложившаяся местность (район) Вигуровщина-Троещина.
Нет примыкающих улиц.

## История
Согласно топографической карте M-36-050, к 1991 году улица не была проложена.  
Улица была проложена в 1990-е годы по полю от улицы Оноре де Бальзака в направлении села Троещина в современных размерах в Ватутинском районе и была застроена только непарная сторона 16-этажными домами. Парная сторона была застроена позже: в 2010 году 20-22-23-24-этажными домами. 
2 февраля 1995 года Главой Ватутинского районного совета народных депутатов города Киева было направлено письмо Главе Киевского городского совета народных депутатов с просьбой рассмотреть вопрос по увековечиванию памяти Н. В. Лаврухина, учитывая его значительный вклад в развитие города и Ватутинского района.
21 марта 1995 года улица получила современное название — в честь украинского государственного и политического деятеля, председателя исполнительного комитета Киевского городского совета народных депутатов (1990 год) Николая Васильевича Лаврухина, согласно Решению исполнительного комитета Киевского городского совета депутатов трудящихся № 73 «Про наименование новой улицы в Ватутинском районе города Киева». В 1996 году на доме № 7 была установлена мемориальная табличка Николаю Лаврухину.

## Застройка
Улица пролегает в северо-западном направлении — в направлении села Троещина, параллельно Градинской улице. Улица имеет по одному ряду движения в обе стороны. 
Парная и непарная стороны улицы занята многоэтажной жилой (16-20-22-23-24-этажные дома) застройкой и учреждениями обслуживания — микрорайон № 26 жилого массива Вигуровщина-Троещина. 
Учреждения:
1. дом № 4 — ТРЦ РайON
2. дом № 13Б — детсад № 125